# 乾燥BCG膀胱内用
乾燥BCG膀胱内用（かんそうビーシージーぼうこうないよう）は、膀胱癌の治療に用いられる抗癌剤である。弱毒化したウシ型結核菌（Mycobacterium bovis）を主成分とする。

## 効能・効果
- 表在性膀胱癌
- 膀胱上皮内癌

## 警告
- 経尿道的膀胱腫瘍切除術（TURBT）、生検、カテーテル挿入による外傷後のBCG投与による播種性BCG感染に起因したと考えられる死亡例が認められている。
- 咳嗽および皮疹等を伴ったアナフィラキシーに起因したと考えられる死亡例が認められている。
- 本生菌製剤による院内感染の報告がある。

## 禁忌
下記の患者には禁忌である。
- AIDS、白血病、悪性リンパ腫等併発疾患により免疫抑制状態にある患者並びに先天性または後天性免疫不全の患者
- HIVキャリアの患者
- 活動性の結核症が明白である患者
- 熱性疾患、尿路感染症または肉眼的血尿が存在している患者
- 妊婦または妊娠している可能性のある女性
- BCG全身性過敏症反応の既往がある患者
- 免疫抑制剤[注 2]および免疫抑制量の副腎皮質ステロイド剤を投与中の患者
- 抗癌療法（細胞傷害性薬剤療法、放射線照射等）中の患者

## 副作用
重大な副作用として、
- BCG感染

敗血症、肝炎等
- 播種性BCG感染
- 局所性BCG感染

膀胱（2.0%）、管腔等で連続する前立腺（0.5%）、尿管、腎盂、腎、精巣上体等
- 異所性BCG感染

- 間質性肺炎
- 全身性遅延型過敏性反応
- 萎縮膀胱
- 腎不全
- ライター症候群（結膜炎、多発性関節炎等）

が知られている。

## 作用機序
明確な作用機序は未解明であるが、BCGはフィブロネクチンを介して腫瘍細胞内に取り込まれ（in vitro ）、BCGを取り込んだ腫瘍細胞は直接的に抗原提示細胞として、あるいは間接的にマクロファージに貪食されることにより、BCG抗原および／または腫瘍特異抗原をTリンパ球に提示し、Tリンパ球の感作が成立する。細胞傷害性Tリンパ球は標的腫瘍細胞を直接に傷害し、Tリンパ球の産生する種々のサイトカインもまた、腫瘍細胞に傷害的に作用する。また、サイトカインの一部はマクロファージを活性化し、腫瘍細胞の貪食、破壊を効果的に行うようになると考えられる。—イムノブラダー膀注用80mg／イムノブラダー膀注用40mg 添付文書